# Conrad Gottfried Blanckenberg
Conrad Gottfried Blanckenberg, auch Konrad Gottfried Blankenberg, (* 23. August 1657 in Uelzen; † 30. Dezember 1712 in Berlin) war ein deutscher lutherischer Pfarrer, zuletzt Propst in Berlin.

## Leben
Blanckenberg, der Sohn des Ratskämmerers Joachim Ernst Blanckenberg, studierte nach der Schulausbildung in Braunschweig und Uelzen ab 1675 an der Universität Jena, wo ihn vor allem die Theologen Johann Wilhelm Baier und Friedemann Bechmann prägten. 1678 hielt er sich längere Zeit in Hamburg auf, um bei Esdras Edzardus Hebräisch zu lernen. Nach kurzem Aufenthalt an der Universität Helmstedt wurde er 1681 Pfarrer im „Gotteslager“, der von Herzog Julius gegründeten Vorstadt von Wolfenbüttel, berufen. Hier gehörte er einem Zirkel von Pietisten an, zu dem auch der Konrektor Joachim Justus Breithaupt, der Jurist Gottfried Wilhelm Sacer und ab 1688 der Pfarrer und spätere Generalsuperintendent Bartholomäus (Barthold) Meyer gehörten. 1689 wechselte Blanckenberg als Superintendent und Pfarrer nach Hohnstedt (heute Stadtteil von Northeim). 1700 holte Philipp Jakob Spener, mit dem Blanckenberg seit 1689 korrespondierte, ihn als seinen Adjunkten an die Nikolaikirche in Berlin. Weil die Stelle im Etat nicht vorgesehen war, übernahm Carl Hildebrand von Canstein einen großen Teil der Gehaltskosten. Nach Speners Tod im Februar 1705 hielt Blanckenberg ihm die Leichenpredigt und folgte ihm wie vorgesehen in seinen Ämtern als Propst und Pfarrer der Nikolaikirche und Inspektor des Berliner Schul- und Kirchenwesens. Speners Stelle als Rat im Konsistorium erhielt jedoch der 1704 berufene Propst an der Petrikirche, Ferdinand Helffreich Lichtscheid. Seit dem Frühjahr 1712 war Blanckenberg schwer krank, blieb jedoch bis zu seinem Tod im Amt. Er wurde an der Nikolaikirche beigesetzt; sein Epitaph ist an der Außenwand der Sakristei noch erhalten. Sein Nachfolger wurde Johann Porst.
Außer einigen Leichenpredigten und zwei Vorreden sind von Blanckenberg keine gedruckten Werke überliefert. Erhalten sind auch einige Briefe an August Hermann Francke.
Blanckenberg war dreimal verheiratet:
1. 1682–1686 mit Anna Lucia, Tochter des Uelzener Ratskämmerers Rösner; drei Töchter, von denen zwei später mit Pfarrern verheiratet waren;
2. 1687–1690 mit Dorothea Elisabeth, Tochter des Braunschweiger Stadtsekretärs Heinrich Julius Linden; eine Tochter, die ebenfalls Pfarrfrau wurde;
3. [vor 1700] mit Clara Hedwig, Tochter des Walbecker Domdechanten Georg Wilhelm von Wendessen; zwei Töchter, die Pfarrfrauen wurden, und der Sohn Carl Wilcke Blanckenberg, der zum Zeitpunkt des Todes seines Vaters Theologiestudent in Halle war.